# پپرتاون (ایندیانا)
پپرتاون (به انگلیسی: Peppertown) یک منطقهٔ مسکونی در ایالات متحده آمریکا است که در شهرستان فرانکلین، ایندیانا واقع شده‌است. پپرتاون ۲۹۵٫۰۵ متر بالاتر از سطح دریا واقع شده‌است.